# Oliarus elvina
Oliarus elvina är en insektsart som beskrevs av Ronald Gordon Fennah 1969. Oliarus elvina ingår i släktet Oliarus och familjen kilstritar. Inga underarter finns listade i Catalogue of Life.